# Ojie Edoburun
Ojie Edoburun (né le 2 juin 1996 à Londres) est un athlète britannique, spécialiste des épreuves de sprint. 

## Biographie
Médaillé d'argent des championnats du monde cadets 2013, il se classe 6e des championnats du monde juniors de 2014. En 2015, il porte son record personnel à 10 s 16 à Bedford, et remporte par la suite le titre du 100 m des championnats d'Europe juniors 2015, à Eskilstuna, dans le temps de 10 s 36.
Le 17 juin 2017, à Bedford, Ojie Edoburun remporte le titre national espoir en 10 s 12, record personnel, et réalise à cette occasion les minimas pour les Championnats du monde de Londres.

## Palmarès
| Date | Compétition                    | Lieu       | Résultat | Épreuve   | Temps   |
| ---- | ------------------------------ | ---------- | -------- | --------- | ------- |
| 2013 | Championnats du monde cadets   | Donetsk    | 2e       | 100 m     | 10 s 35 |
| 2014 | Championnats du monde juniors  | Eugene     | 6e       | 100 m     | 10 s 45 |
| 2015 | Championnats d'Europe juniors  | Eskilstuna | 1er      | 100 m     | 10 s 36 |
| 2017 | Relais mondiaux de l'IAAF      | Nassau     | finale   | 4 x 100 m | DNF     |
| 2017 | Championnats d'Europe espoirs  | Bydgoszcz  | 1er      | 100 m     | 10 s 14 |
| 2019 | Championnats d'Europe en salle | Glasgow    | 7e       | 60 m      | 6 s 67  |
| 2022 | Jeux du Commonwealth           | Birmingham | 1er      | 4 x 100 m | 38 s 35 |

## Records
| Épreuve | Performance | Lieu   | Date        |
| ------- | ----------- | ------ | ----------- |
| 100 m   | 10 s 04     | Prague | 4 juin 2018 |